# Pritha zebrata
Pritha zebrata är en spindelart som först beskrevs av Tamerlan Thorell 1895. Pritha zebrata ingår i släktet Pritha och familjen Filistatidae.
Artens utbredningsområde är Myanmar. Inga underarter finns listade i Catalogue of Life.